# Холмець
Холме́ць — село в Ужгородському районі Закарпатської області.

## Герб
Щит підвищено перетятий червоним і срібним. У першій частині золота дубова гілка з такими ж листями і жолудями. У другій частині з зеленою опуклою базою зелена виноградна лоза з такими ж листом і двома гронами.

## Історія
На південь від села, на лівому березі потічка Циганівка, в урочищі Каран — поселення культури алфельдської мальованої кераміки. Досліджувалося в 1974 році експедицією ІА АН УРСР. В центрі села в 1931 році відктито ґрунтовий могильник пізньої бронзи з трупоспаленням в урнах (культура Станове ХІІІ — ХІІ століть до нашої ери). В околиці Холмців відомі давні поселення, в тому числі й слов'янські VIII — ІХ ст., що свідчить про виникнення сучасного села набагато раніше від XIII ст.
В письмових джерелах село відоме під назвою «Helmech». Назва Холмці виникла у слов'янському мовному середовищі, фіксуючи, що село виникло на пагорбі-холмі.
В околиці Холмців відомі давні поселення, в тому числі й слов'янські VIII— ІХ ст., що свідчить про виникнення сучасного села набагато раніше від XIII ст.
В XIII ст. угорський король подарував землі біля Холмців кільком шляхтичам, які додавали до свого прізвища прикладку «холмецькі». В письмових джерелах село відоме під назвою «Helmech» у 14 столітті, селом володіла родина Helmeczy.
Збереглися дані про родини Корлат і Губків. Землевласнику Корлату в XVI ст. належала більша частина села. Податкові списки у 1599 році зафіксували 16 селянських дворів, три панські садиби, костел, парафію та школу. На початок XVIII ст. кількість селянських господарств значно зменшилася. В 1715 році в селі нараховувалося лише 5 селянських господарств, які обробляли також панські виноградники.
Джерела, датовані другою половиною XVIII ст., вважають село Холмці угорським селом.

## Політика

### Парламентські вибори, 2019
На позачергових парламентських виборах 2019 року у селі функціонувала окрема виборча дільниця № 210587, розташована у приміщенні клубу.
Результати
- зареєстровано 739 виборців, явка 39,51 %, найбільше голосів віддано за «Слугу народу» — 49,48 %, за «Опозиційний блок» — 16,15 %, за «Опозиційну платформу — За життя» — 9,62 %.[2] В одномандатному окрузі найбільше голосів отримав Йосип Борто (самовисування) — 36,59 %, за Андрія Андріїва (самовисування) — 14,98 %, за Роберта Горвата (самовисування) — 14,29 %[3].

## Населення

### Мова
Розподіл населення за рідною мовою за даними перепису 2001 року:
| Мова            | Кількість | Відсоток |
| --------------- | --------- | -------- |
| угорська        | 460       | 51.05 %  |
| українська      | 432       | 47.95 %  |
| російська       | 6         | 0.67 %   |
| словацька       | 1         | 0.11 %   |
| інші/не вказали | 2         | 0.22 %   |
| Усього          | 901       | 100 %    |

## Релігія
Реформатський храм — у селі вже була церква у 13 столітті, яку було передано реформаторам у 17 столітті. Ця готична будова була знесена в 1799 році. Його нова реформатська будівля була побудована між 1803 і 1806 роками у стилі класицизму.
Храм жінок-мироносиць. 1994.
До радянської влади в селі були реформатський та римо-католицький храми, а греко-католики мали дзвіницю. Є згадка про те, що в 1933 р. 70 греко-католиків зі священиком Юлієм Желтваєм придбали дуже мелодійний дзвін. Двічі дзвін знімали через воєнне та повоєнне лихоліття.
У 1960-х роках була спроба викрасти дзвін, але селяни врятували його. Дзвіниця на той час була вже знищена і відбудувати її влада не дозволяла. У 1986 р. войовничі атеїсти з допомогою війська зруйнували римо-католицький костел.
У 1994 р. всі три громади відбудували римо-католицький костел, а потім, за ініціативою жінок (8 березня 20 жінок вийшло копати рови на фундамент), взялися за спорудження першої в селі греко-католицької церкви, проект якої підготував священик Юрій Довганинець. Мурована церква розмірами 19: 8 м має форму базиліки з п'ятиярусною вежею над входом. Поряд Микола Репко, Юрій Шепела, Юрій Мотильчак та Михайло Левчук вимурували дзвіницю, а три дзвони, вилиті в Новому Роздолі на Львівщині, фундували директор «Закарпатвтормету» Семен Сливка та виходець із села Янош Моті, що нині мешкає в Америці, він зробив вагомий внесок у спорудження храму.
У липні 1996 р. церкву освятив єпископ Іван Семедій. Розпис стін та малювання ікон виконав колишній викладач Ужгородського коледжу мистецтв Федір Лащак. Дирекція коледжу допомогла з виготовленням іконостасу: студенти Олег Товт, Віталій Манцулич та Петро Кармазин вирізьбили царські двері як свою дипломну роботу.
== Туристичні місця == — На південь від села, на лівому березі потічка Циганівка, в урочищі Каран — поселення культури алфельдської мальованої кераміки.
- храм жінок-мироносиць, 1994.
- реформатська будівля

## Галерея

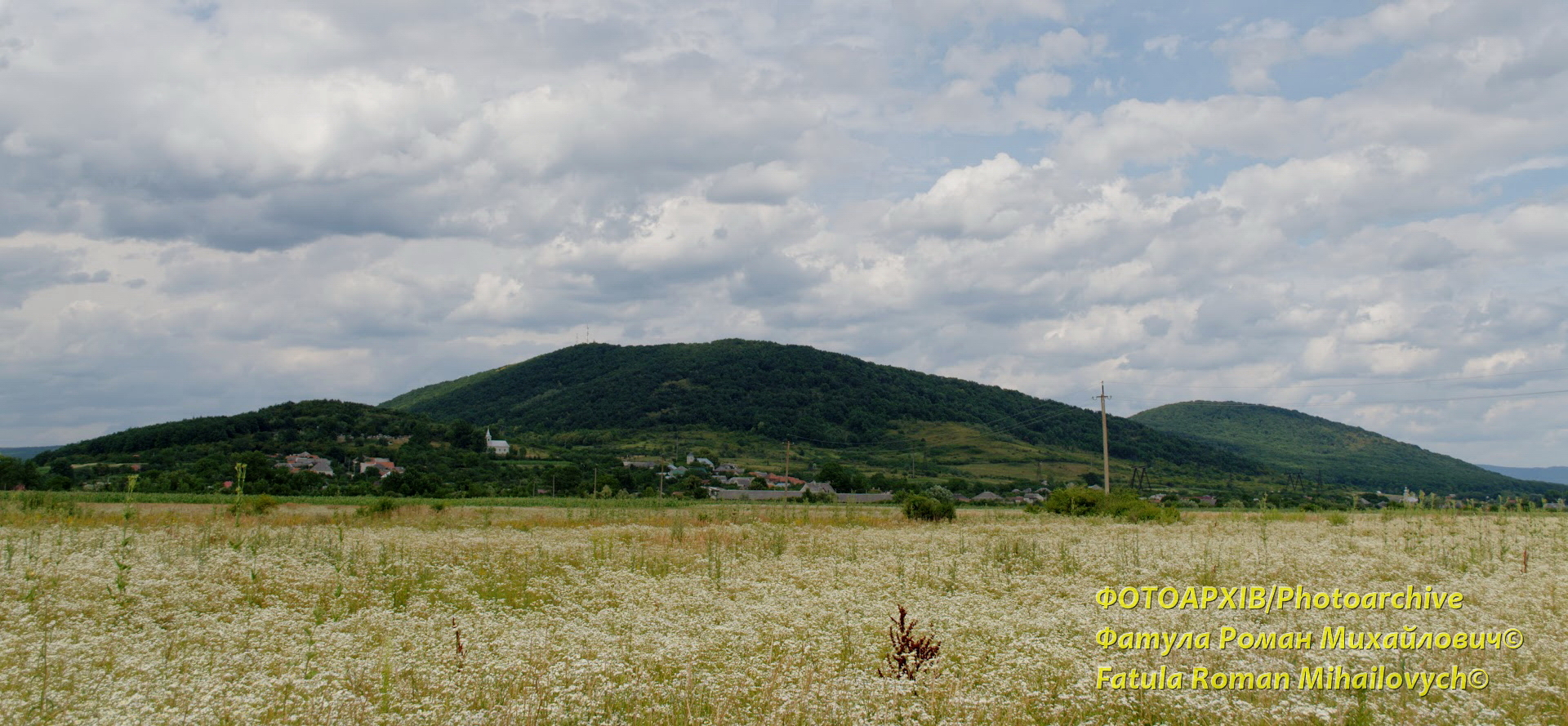
краєвид поблизу с. Холмець, 2018

## Персоналії
- Петер Кенде[hu] (1841—1917) — депутат, член парламенту, редактор газети, імператорський і королівський камергер і землевласник.